# Boulez Conducts Zappa: The Perfect Stranger
Albums de Frank Zappa
London Symphony Orchestra, Vol. 1
(1983) Them or Us
(1984)
Boulez Conducts Zappa: The Perfect Stranger est un album de Frank Zappa sorti en 1984.
Tentant de se faire un nom dans le domaine de la musique « sérieuse » avec ses multiples expériences de musique pour orchestre, il décide de faire interpréter plusieurs des œuvres qu'il a écrites par l'Ensemble intercontemporain dirigé par Pierre Boulez. D'abord réticent à travailler avec ce qu'il considère comme un musicien de musique populaire, Boulez finit par accepter.
Les titres The Perfect Stranger, Naval Aviation in Art? et Dupree's Paradise ont été enregistrés le 10 et 11 janvier 1984 à l'IRCAM, à Paris. The Girl In The Magnesium Dress, Love Story, Outside Now Again et Jonestown ont été composés au synclavier entre février et avril 1984. Ils sont joués par Zappa et crédités « The Barking Pumpkin Digital Gratification Consort ». L'album The Perfect Stranger est le premier, dans la discographie de Frank Zappa, à contenir des titres composés avec ce nouveau synthétiseur électronique.

## Titres
Toute la musique est composée par Frank Zappa.
| No | Titre                           | Durée       |
| -- | ------------------------------- | ----------- |
| 1. | The Perfect Stranger            | 12 min 44 s |
| 2. | Naval Aviation in Art?          | 2 min 45 s  |
| 3. | The Girl in the Magnesium Dress | 3 min 13 s  |
| 4. | Dupree's Paradise               | 7 min 54 s  |
| 5. | Love Story                      | 59 s        |
| 6. | Outside Now Again               | 4 min 06 s  |
| 7. | Jonestown                       | 5 min 27 s  |

## Musiciens
- Ensemble intercontemporain dirigé par Pierre Boulez
- Frank Zappa - synclavier

## Production
- Production : Frank Zappa
- Ingénierie : Didier Arditi, Bob Stone, Spencer Chrislu
- Conception pochette : Donald Roller Wilson